# Кортайо
Кортайо (фр. Cortaillod) — громада в Швейцарії в кантоні Невшатель.

## Географія
Громада розташована на відстані близько 50 км на захід від Берна, 9 км на південний захід від Невшателя.
Кортайо має площу 3,7 км², з яких на 41,1 % дозволяється будівництво (житлове та будівництво доріг), 47,4 % використовуються в сільськогосподарських цілях, 11,2 % зайнято лісами, 0,3 % не є продуктивними (річки, льодовики або гори).

## Демографія
2019 року в громаді мешкало 4746 осіб (+4,8 % порівняно з 2010 роком), іноземців було 19,8 %. Густота населення становила 1290 осіб/км².
За віковим діапазоном населення розподілялося таким чином: 21,4 % — особи молодші 20 років, 58,6 % — особи у віці 20—64 років, 20,1 % — особи у віці 65 років та старші. Було 2153 помешкань (у середньому 2,2 особи в помешканні).
Із загальної кількості 2018 працюючих 27 було зайнятих в первинному секторі, 929 — в обробній промисловості, 1062 — в галузі послуг.